# Plectreurys ceralbona
Espèce
Synonymes
- Plectreurys ceralbonus Chamberlin, 1924

Plectreurys ceralbona est une espèce d'araignées aranéomorphes de la famille des Plectreuridae.

## Distribution
Cette espèce est endémique de Basse-Californie du Sud au Mexique,. Elle se rencontre sur l'île Jacques Cousteau et l'île Carmen.

## Description
La femelle holotype mesure 6 mm.

## Étymologie
Son nom d'espèce lui a été donné en référence au lieu de sa découverte, l'île Ceralbo depuis appelée île Jacques Cousteau.

## Publication originale
- Chamberlin, 1924 : The spider fauna of the shores and islands of the Gulf of California. Proceedings of the California Academy of Sciences, sér. 4, vol. 12, p. 561-694 (texte intégral).